# Daniel Seghers

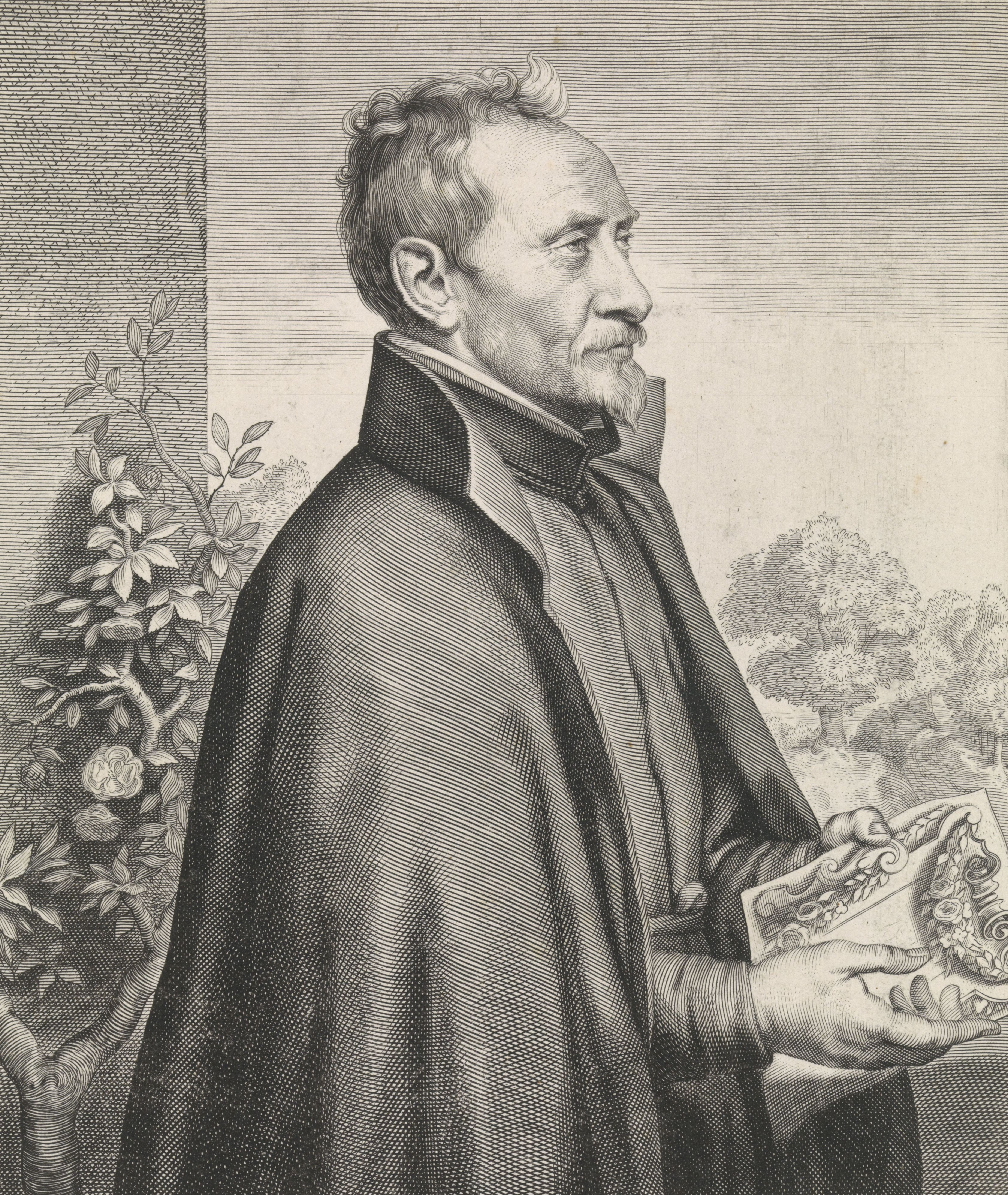
Daniel Seghers (1590–1661)

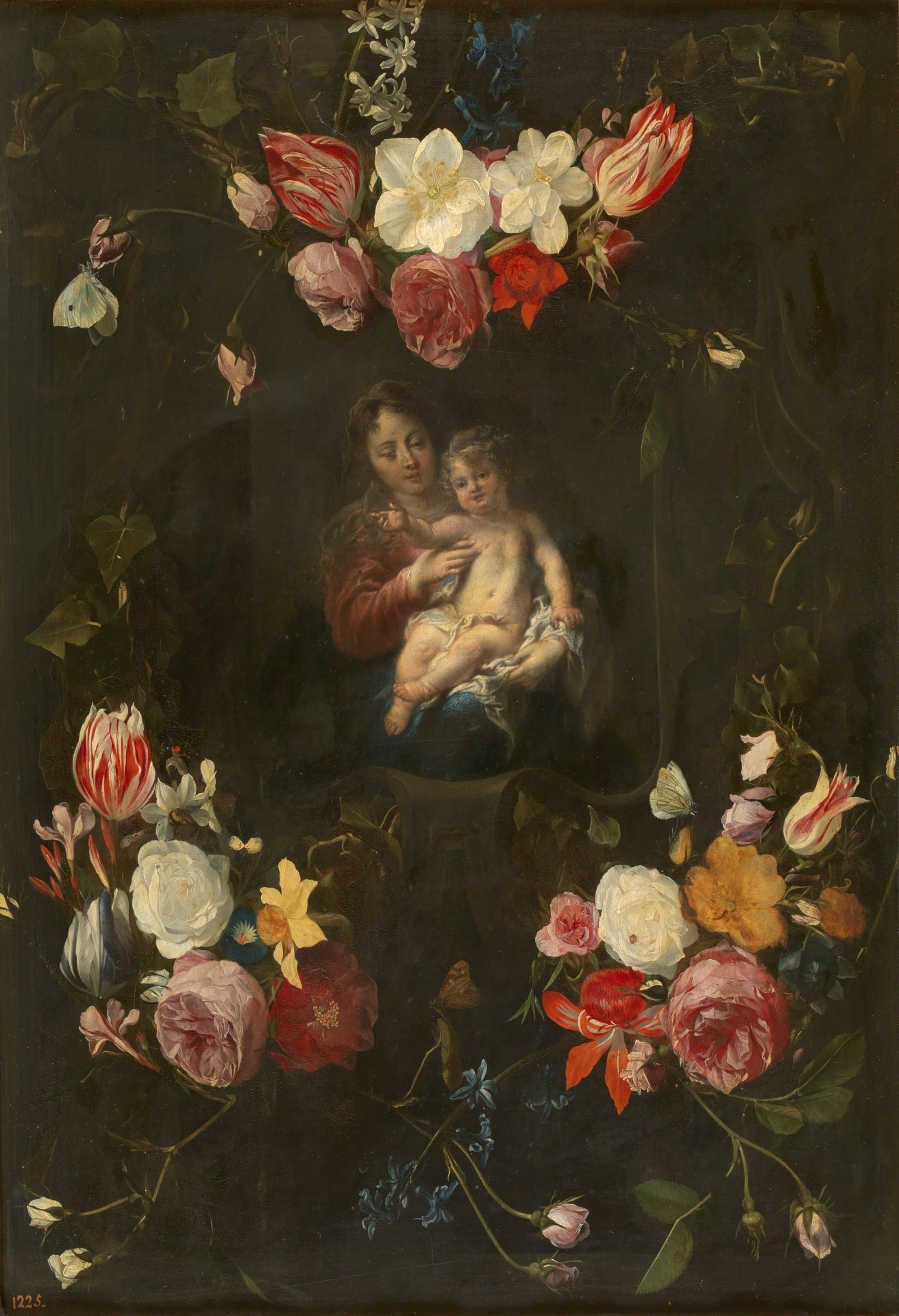
Daniel Seghers (Blumen) und Cornelis Schut (Figuren): Madonna mit Kind in einer Blumengirlande, Öl auf Holz, 76 × 53 cm, Prado, Madrid

Daniel Seghers (oder: Zeghers), auch bekannt als „Jesuit von Antwerpen“ (* 3. (?) Dezember 1590 in Antwerpen, Spanische Niederlande; † 2. November 1661 ebenda) war ein flämischer Maler des Barock, der für seine Blumenbilder berühmt ist.

## Leben
Er kam in Antwerpen als Sohn des wohlhabenden Seidenhändlers Pieter Seghers und dessen Frau Margaretha van Gheele zur Welt und wurde laut RKD am 6. Dezember 1590 getauft; einige neuere Quellen geben den 3. Dezember als Geburtstag an.
Nach dem Tode seines Vaters ging der Elfjährige zusammen mit seiner Mutter in die nördlichen Niederlande, wahrscheinlich nach Utrecht, wohin sein Großvater mütterlicherseits aus Glaubensgründen emigriert war. Nach einigen Autoren konvertierte die Mutter nun (erst) zum Calvinismus und erzog Daniel entsprechend im reformierten Sinne.
Seine malerische Ausbildung begann er vermutlich um 1605 in Utrecht, kehrte aber um 1609 nach Antwerpen zurück und wurde Lehrling bei Jan Brueghel d. Ä. Bereits 1611 wurde er als Meister in der Malergilde Antwerpens aufgenommen.
Der inzwischen wieder zum Katholizismus übergetretene begabte junge Künstler entschloss sich, am 10. Dezember 1614 in den Jesuitenorden einzutreten und verbrachte sein Noviziat bis 1617 in Mechelen; danach lebte er bis 1621 im Professhaus des Ordens in Antwerpen und bis 1625 im Jesuitenkolleg zu Brüssel, wo er nachweislich zwei große Girlandenbilder für die Kathedrale St. Michel malte und am 27. Juli 1625 sein endgültiges Gelübde ablegte.
Der Orden sandte ihn daraufhin nach Rom, wo er am 6. Dezember 1625 bei den Jesuiten nachgewiesen ist. Dort malte er anscheinend einige Girlandenbilder zusammen mit Nicolas Poussin (eine Pietà und eine Madonna im Blumenkranz) und mit Domenichino (Blumenkranz mit Triumph des Cupido, Louvre, Paris).

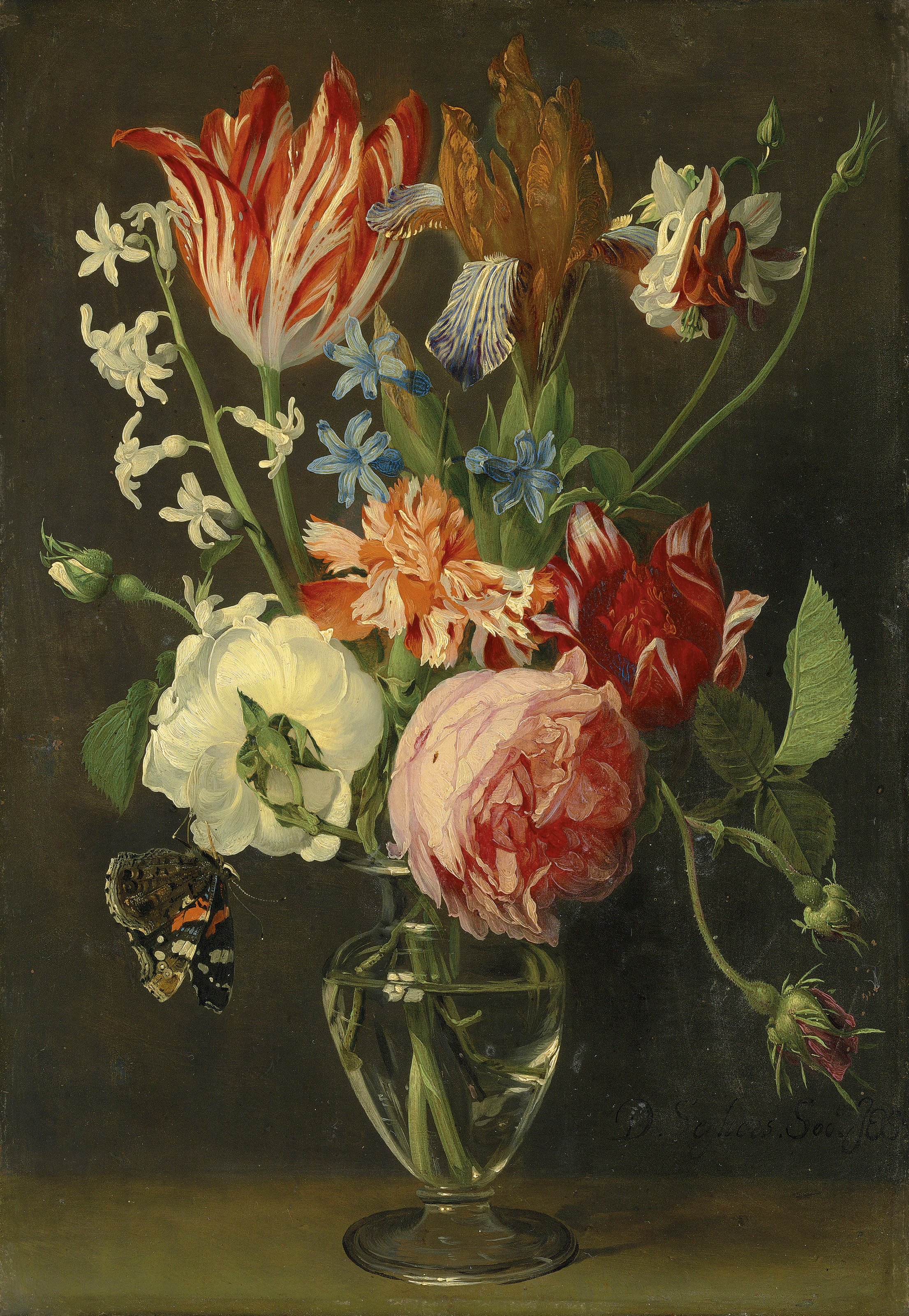
Blumen in einer Glasvase mit Admiral, signiert, Öl auf Kupfer, 38,1 × 26,7 cm, Privatsammlung (?)

Seghers war im September 1627 zurück in Antwerpen und verbrachte von da an sein gesamtes Leben im dortigen Professhaus der Jesuiten. Er stieg bald zum besten und einflussreichsten flämischen Blumenmaler seiner Zeit auf und seine Gemälde wurden in ganz Europa bewundert. Er signierte sie jedoch nur selten, und wenn, dann immer mit dem Hinweis auf seine Ordenszugehörigkeit, mit Daniel Seghers Soc(ieta)tis Jesu, wobei der Eigenname auch in Initialen erscheinen kann (D. Seghers oder DS). Datierte Werke gibt es nur aus dem Zeitraum von 1635 bis 1651.
Er malte in erster Linie Girlandenbilder mit religiösen Darstellungen, die von anderen Figurenmalern ausgefüllt wurden. Zu seinen bekannten Mitarbeitern gehören Abraham van Diepenbeeck, Cornelis Schut, Erasmus Quellinus II., Theodor van Thulden, Simon de Vos, Thomas Willeboirts Bosschaert, Gonzales Coques, Jan van Balen und Gerard Seghers. Seltener schuf er auch reine Stillleben von einfachen kleinen Blumenfestons oder mit kleinen Sträußen in gläsernen Vasen, die in ihrer relativen Einfachheit als besonders zauberhaft gelten und von denen nur etwa 30 bekannt sind. Sein frühestes datiertes Bild ist eine Blumenvase von 1635 im Toledo Museum of Art (Toledo, Ohio).
Seghers verdiente wahrscheinlich nichts mit seinen Malkünsten, häufig wurden sie von den Jesuiten als Geschenke an bekannte Persönlichkeiten der Zeit und verschiedene europäische Fürsten verwendet.
Beispielsweise war ein großes, 1645 datiertes Girlandenbild mit einer Statuette der Maria mit Kind von Daniel Seghers und Thomas Willeboirts Bosschaert ein Geschenk für den protestantischen (!) Statthalter Frederik Hendrik von Oranien-Nassau und seine Frau Amalie von Solms, weshalb Seghers als Anspielung an das Haus Oranien auch einige Zweige mit Orangenblüten und unreifen Orangen in die Komposition einfügte. In diesem Fall erhielt er als Belohnung einen goldenen Rosenkranz und zwei goldene Kruzifixe. Das Bild selber wurde in Huis ten Bosch über einem Kamin aufgehängt und befindet sich heute im Mauritshuis (siehe Abb. unten rechts).

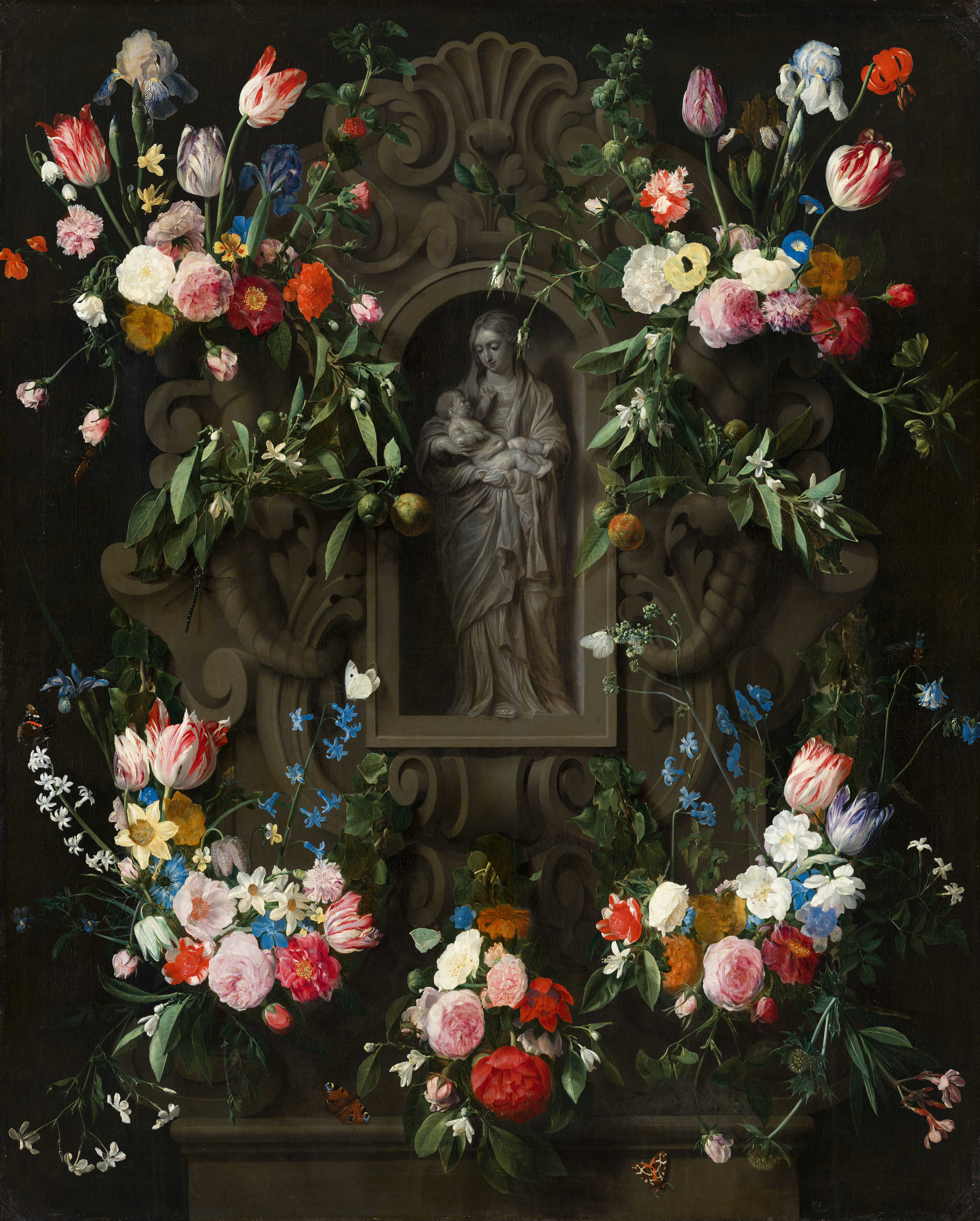
Gemeinsam mit Thomas Willeboirts Bosschaert: Blumengirlande mit Statue der Jungfrau Maria mit Kind, 1645, Öl auf Leinwand, 151,0 × 122,7 cm, Mauritshuis, Den Haag. Das Bild war ein Geschenk für Frederik Hendrik von Oranien und seine Frau Amalie von Solms und hat als Anspielung auf das Haus Oranien einige Orangenzweige im Dekor. Seghers malte viele ähnliche Kompositionen mit stehender Marienstatuette, meist etwas kleiner und schlichter und ohne Orangen.

Auch andere Protestanten gehörten zu seinen Verehrern, beispielsweise Friedrich Wilhelm von Brandenburg (der „Große Kurfürst“), der 1646 in Den Haag – offenbar während der Hochzeitsfeierlichkeiten mit Luise Henriette von Oranien – ein Gemälde von Seghers – vielleicht die soeben genannte Girlandenmadonna (?) – bewunderte und den Wunsch äußerte, ebenfalls eines zu besitzen; tatsächlich sandte ihm Seghers im Jahr darauf eins seiner Werke. Andere „Seghers-Liebhaber“ waren Erzherzog Leopold Wilhelm von Österreich, Königin Christine von Schweden und Charles I. von England; der spätere Charles II. besuchte Seghers 1649 in seiner Werkstatt. Unter den Persönlichkeiten aus gelehrten oder künstlerischen Kreisen, die Seghers’ Kunst bewunderten und teilweise öffentlich lobpreisten, waren der Dichter Joost van den Vondel, Constantijn Huygens, Lucas van Uden und Peter Paul Rubens.
Im Winter 1660 reiste er aus gesundheitlichen Gründen nach Gent, starb jedoch nach seiner Rückkehr in Antwerpen am 2. November 1661.
Seghers Einfluss auf jüngere Künstler kann kaum unterschätzt werden. Schüler im eigentlichen Sinne war Jan Philip van Thielen und anscheinend auch Ottmar Elliger d.Ä. Einen starken Einfluss hatte er auf Jan Davidsz. de Heem, Jan van Kessel, Joris van Son, Frans Ykens, Jan Antonie van der Baren, Jan van den Hecke, Gaspar Pieter Verbruggen d. Ä. und Nicolaes van Verendael.
Im 20. Jahrhundert wurde Seghers’ eigenes Inventar gefunden, in dem er 239 seiner Gemälde auflistet, oft mit Angaben, für wen sie gemalt wurden; bei seinen Girlandenbildern nennt er auch den jeweiligen Mitarbeiter. In Anbetracht seiner vielen Nachahmer wurde eine Identifizierung seiner eigenhändigen Gemälde durch diesen Katalog vereinfacht.

## Werk und Stil

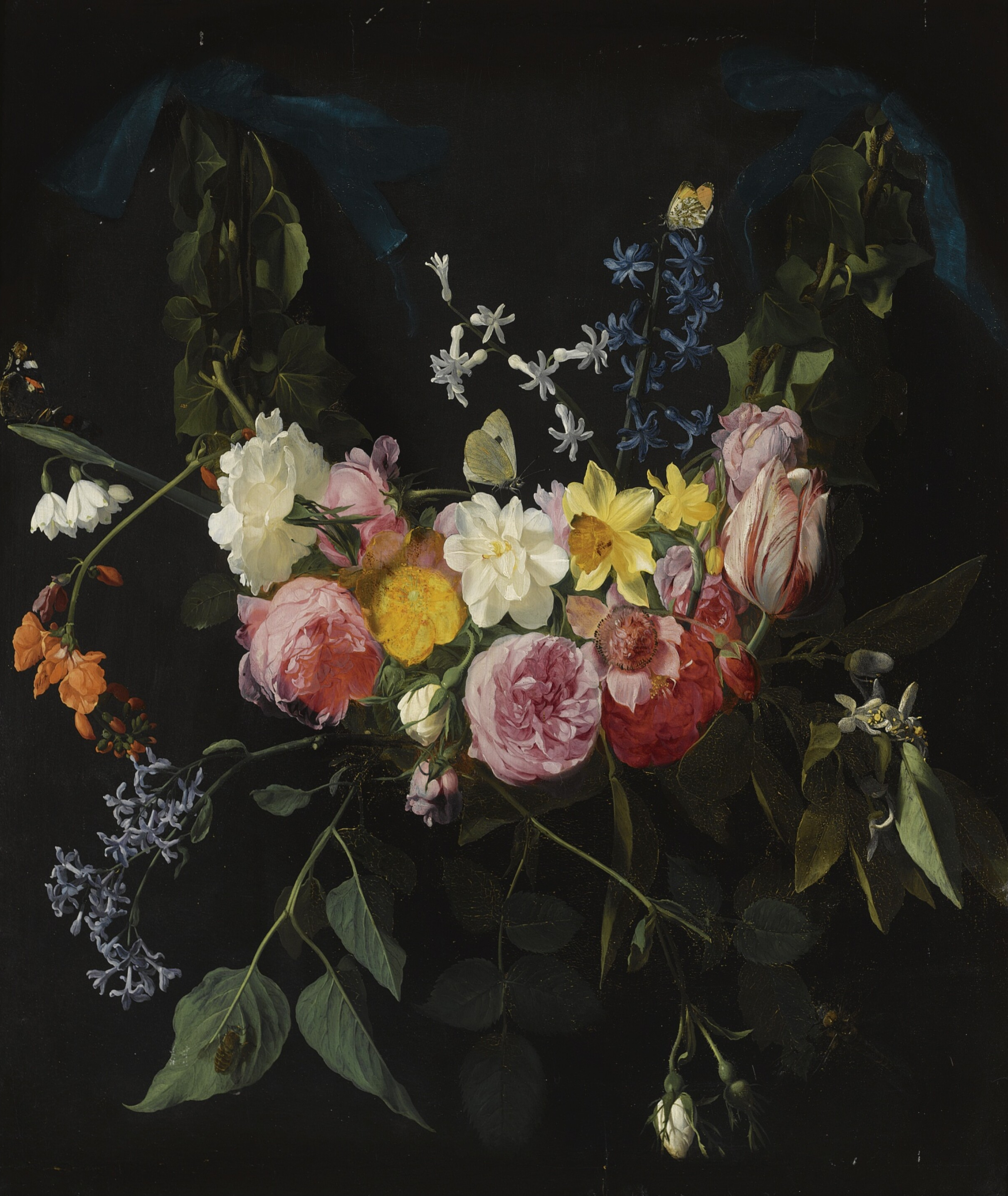
Ein Feston mit Rosen, Narzissen, Anemone, Tulpe, Hyacinthen und Flieder, ca. 1640er Jahre, Öl auf Holz, 64,3 × 54,2 cm, Privatsammlung (?)

Daniel Seghers malte fast ausschließlich Blumen. Er arbeitete in Öl auf Kupfer, Holz oder Leinwand und schuf Gemälde verschiedenster Größen, vom kleinen Blumenstillleben über Bilder für die private Andacht bis hin zu Altargemälden.
Seghers war anscheinend der Erfinder einer neuen Art des Girlandenbildes, bei dem das mittlere Motiv nicht mehr durch einen Blumenkranz oder eine geschlossene Girlande – wie bei seinem Lehrer Jan Brueghel I – umrahmt wird, sondern durch eine illusionistisch, in Grisaille-Technik gemalte steinerne Kartusche, die mit zwei bis sechs Festons aus Blumen dekoriert ist. Trotz seiner relativ eng gefassten Spezialisierung ermöglichte ihm dies eine gewisse Vielfalt an Kompositionen. Das Innere der Kartusche konnte durch einen anderen Maler durch ein farbiges Gemälde oder durch ein ebenfalls in Grisaille ausgeführtes Schein-Relief oder eine Statuette ausgefüllt werden. Meistens handelt es sich dabei um eine religiöse Darstellung, ein Bildnis der Madonna mit Jesuskind, der Heiligen Familie, des wiederauferstandenen Jesus oder christlicher Heiliger, beispielsweise Ignatius von Loyola oder die heilige Teresa von Avila. Von Seghers sind jedoch auch Girlanden mit Porträts erhalten, auch diese manchmal in Grisailletechnik als „Pseudo“-Relief oder -Büste ausgeführt (z. B. von Nicolas Poussin oder Erzherzog Leopold Wilhelm).
In frühen Werken ist er sowohl in der Pinselführung wie in der Vielfalt der Blumen noch deutlich vom „Blumenbrueghel“ beeinflusst, findet jedoch bald seinen eigenen Stil. In diesem seinem Reifestil ist die Auswahl seiner Blumen im Vergleich zu Brueghel deutlich reduziert – dessen Vorliebe für zahlreiche kleine Wald- und Wiesenblumen teilt Seghers nicht; das gilt selbst für größere Werke; Seghers Pinselführung ist virtuos, aber weniger filigran als Brueghels. Durch das Gesagte wirken seine Arrangements ruhiger, einfacher und meditativer, die Girlanden oder Festons schwerer und weniger ätherisch als die von Brueghel.

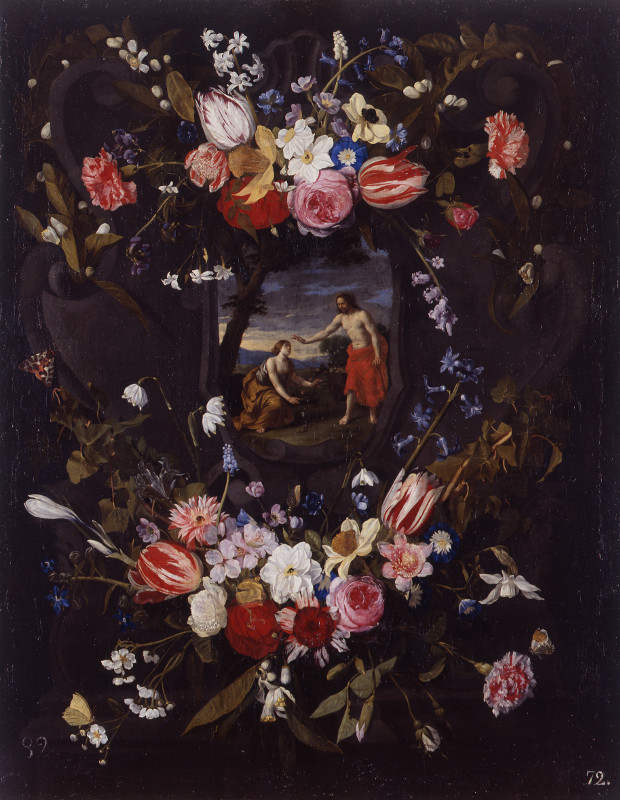
Blumengirlande mit Noli me tangere, signiert, Öl auf Leinwand, 95 × 72 cm, Museu de Belles Arts de València. Die Bögen der Kartusche und Ranken aus Lorbeer und Orangen- oder Pomeranzen-Zweigen deuten hier ungewöhnlicherweise ein Herz an.

Seghers’ Blumen sind genauestens studiert und wirken natürlich und außerordentlich plastisch, seine Zeichnung ist sorgfältig, das Kolorit (der Blumen) frisch und hell, ohne in Buntheit zu verfallen, der Gesamteindruck der Malerei geradezu kristallklar. Eine eindeutige Vorliebe hat er für Rosen, die er in allen damals zur Verfügung stehenden Farben und Formen malte: Besonders auffällig die kugeligen, stark gefüllten Centifolien in Rosatönen, daneben etwas einfachere rote Gallica- und weiße Alba-Rosen. Relativ regelmäßig stellte er auch die seinerzeit außergewöhnlich raren gelben Rosen dar: die Rosa foetida und die für das feuchte nordeuropäische Klima eher schlecht geeignete gelbe „Schwefelrose“ (Rosa hemisphaerica). Andere seiner Lieblingsblumen sind Schwertlilien, gestreifte Tulpen und Nelken, Narzissen, Anemonen, Akelei, Jasmin und Orangenblüten. Seghers malte nur Blüten auf dem Höhepunkt ihrer Schönheit oder in Knospe, daher findet man bei ihm beispielsweise keine verwelkenden Tulpen, wie sie von einigen anderen Malern dargestellt wurden. Die Blüten sind mit feinem Sinn für eine dekorative Wirkung in symmetrischen Kompositionen angeordnet, die zusätzlich durch Schmetterlinge belebt werden.
Dabei ist eindeutig, dass der Maler seine Blumen nicht „nur dekorativ“ wählte, sondern deren meist marianische oder christologische Symbolbedeutung berücksichtigte. Nicht nur in Bezug auf Seghers wurde darauf hingewiesen, dass insbesondere die Blumengirlanden im Zusammenhang mit der „jesuitischen Exerzitien- und Meditationspraxis“ zu verstehen sind. Eine Blumensymbolik fällt ganz besonders bei einigen Girlandenbildern Seghers auf, die mit Leid und Passion zu tun haben, wie der Mater dolorosa oder von Märtyrerheiligen. Dort mischt er unter die sonst üblichen Blüten auch die damals sehr seltenen Passionsblumen, sowie stachlige Disteln, Christusdorn oder Brombeeren. Beispiele dafür sind eine Mater Dolorosa im Museum of Fine Arts von Houston, oder eine Schmerzensmadonna und Engel mit den Werkzeugen der Passion, die Seghers ursprünglich mit Simon de Vos für die Jesuitenkirche St. Stanislaus Kostka in Antwerpen malte, aber auch eine in zwei Versionen bekannte Darstellung Christus erscheint der hl. Teresa (oder Katharina ?) im Prado, Madrid, und im Königlichen Museum der Schönen Künste von Antwerpen (siehe Abb. unten in Galerie).
Möglicherweise sind selbst Seghers delikat gemalte und heute besonders gelobte einfache Blumensträuße in Glasvasen für private Meditation und symbolisch gemeint, z. B. als Anspielung auf Maria oder Jesus oder christliche Tugenden: Dabei wären Schwertlilien ein Symbol der Jungfrau Maria, weiße Rosen (und andere weiße Blumen) können für Reinheit stehen, rosa oder rote Rosen für Liebe bzw. Caritas, Tulpen für Jungfräulichkeit – ähnlich wie dies auch für seine eindeutig geistlichen Girlanden gilt.
Bilder von Daniel Seghers findet man zahlreich in Belgien, in Wien, Dresden, London, Den Haag, in Madrid und anderen Städten.

## Bildergalerie

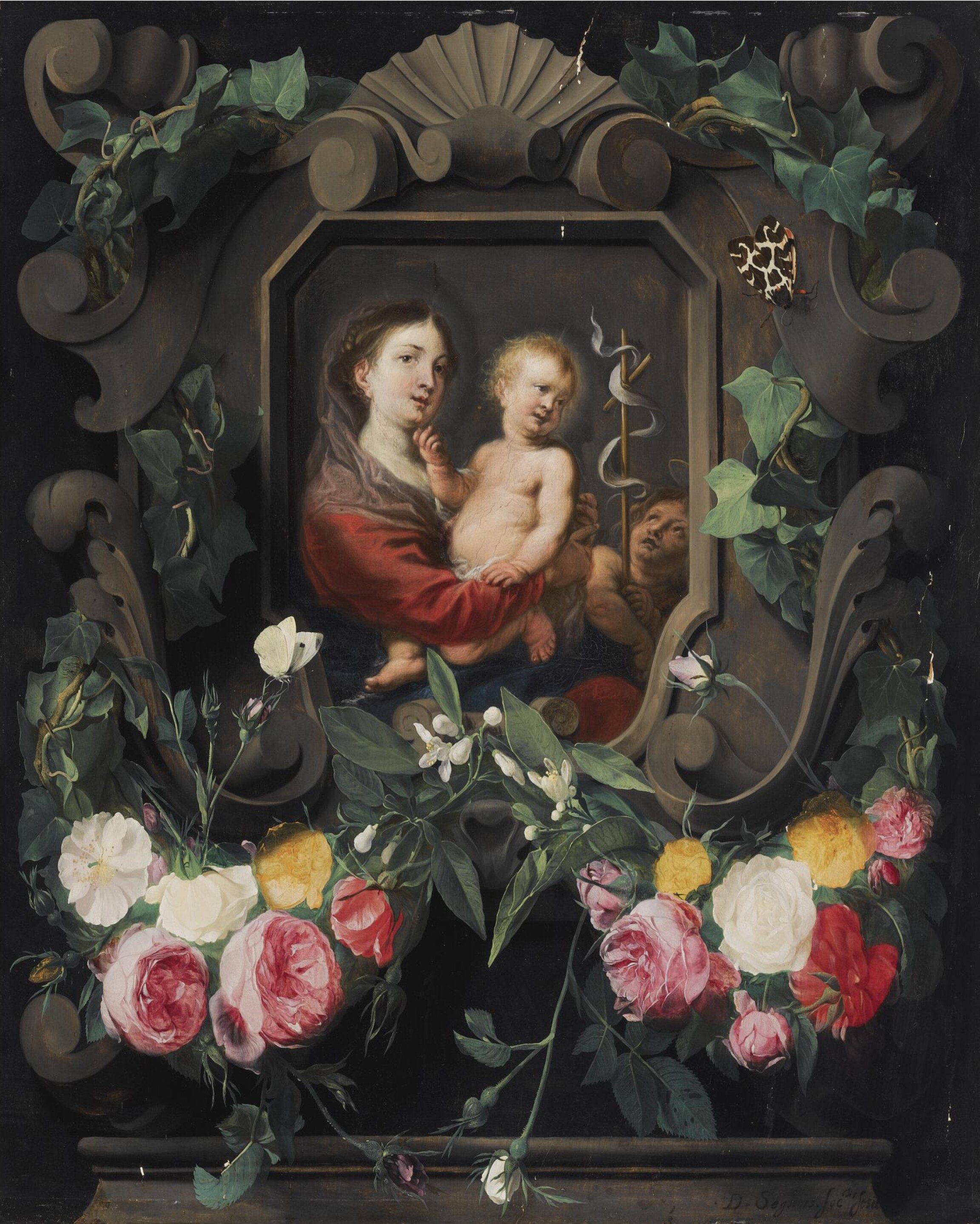
Gemeinsam mit Cornelis Schut (zugeschr.): Madonna mit Kind und dem Johannesknaben in einer Kartusche mit Rosen, signiert, ca. 1640er Jahre, Öl auf Holz, 67,4 × 54,6 cm, Privatsammlung (?)
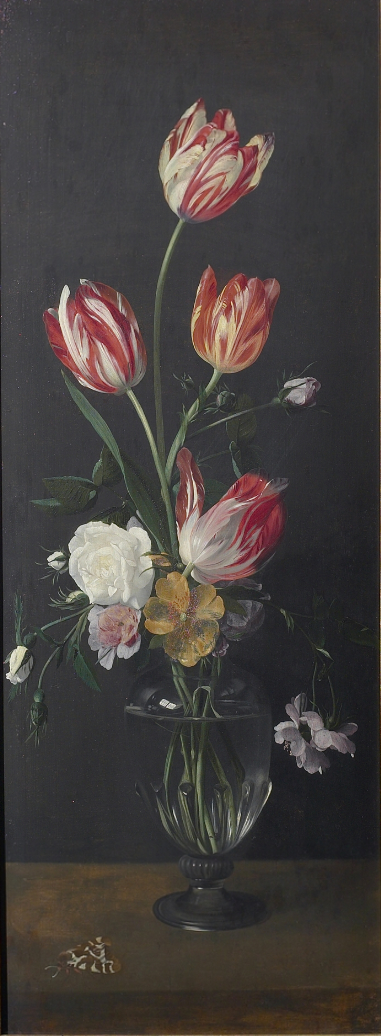
Glasvase mit Tulpen, Rosen und Anemone, Öl auf Holz, 75,0 × 27,5 cm, Abdij Onze-Lieve-Vrouw, Tongerlo (Westerlo)
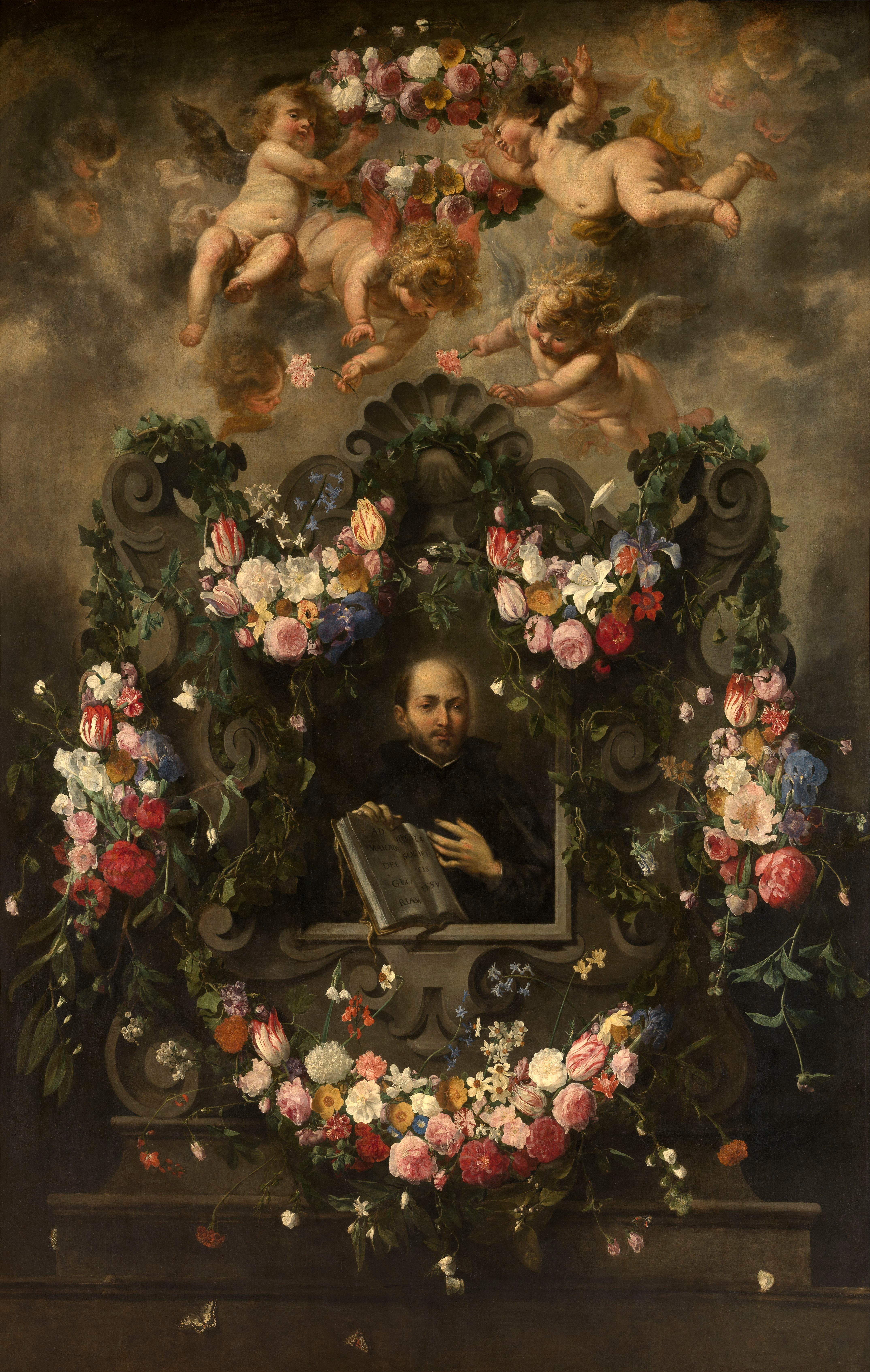
Daniël Seghers und Cornelis Schut (I): Sankt Ignatius in einer blumengeschmückten Kartusche mit Cheruben, ca. 1643, Öl auf Leinwand, 299 × 190 cm, Königliches Museum der Schönen Künste, Antwerpen
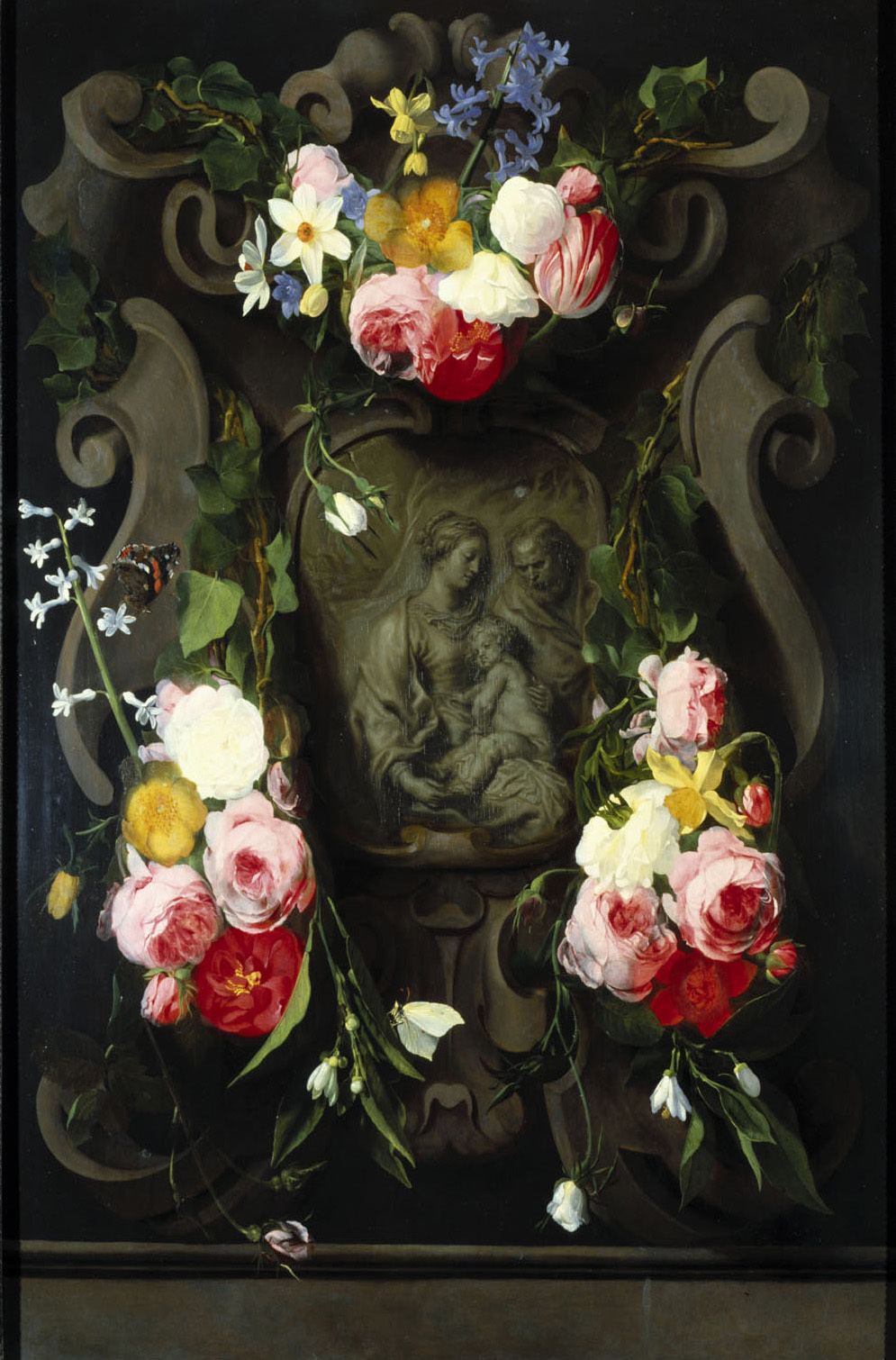
Heilige Familie im Blumenkranz, 1644, Öl auf Eichenholz,  83,0 × 54,5 cm, Kunsthistorisches Museum Wien. Die Figuren sind zugeschrieben an Erasmus II Quellinus oder Simon de Vos
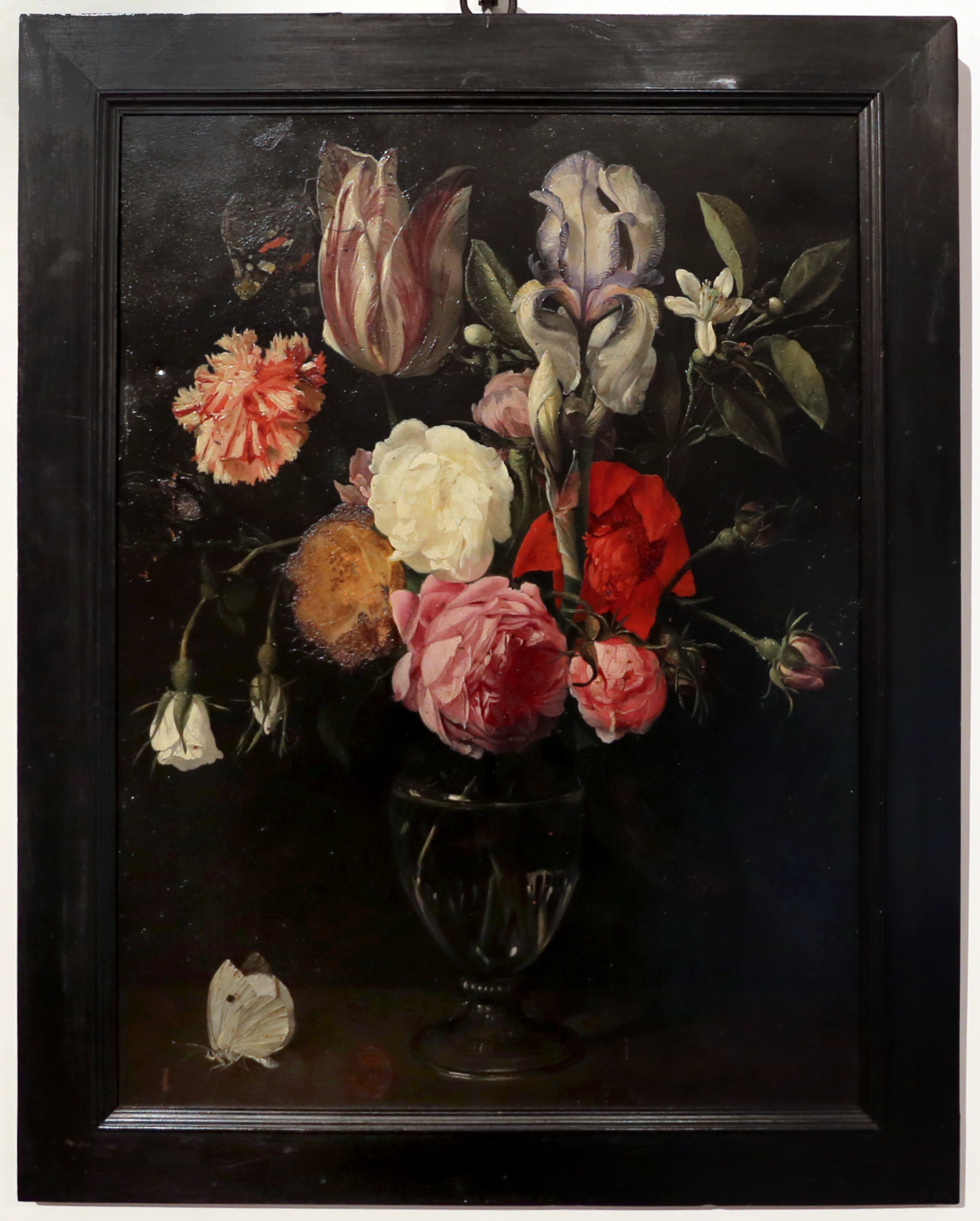
Glasvase mit Rosen, Iris, Tulpe, Nelke und Anemone (Allegorie der Societas Jesu ?), Museo diocesano, Mailand
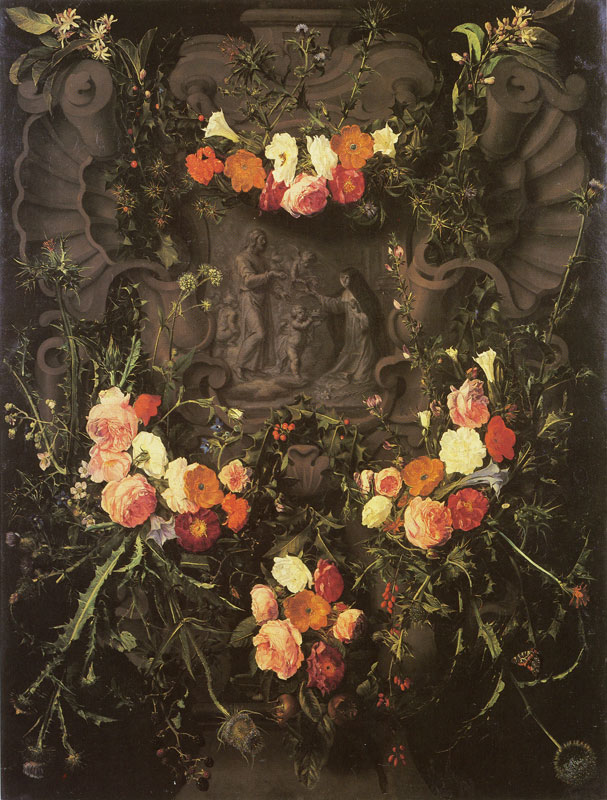
Christus erscheint der hl. Katharina (oder Teresa ?) in einer Blumenkartusche, ca. 1650, Öl auf Leinwand, 126,5 × 96,0 cm, Königliches Museum der Schönen Künste, Antwerpen. Disteln, Brombeeren und Christusdorn im Dekor deuten auf Leid und Martyrium.
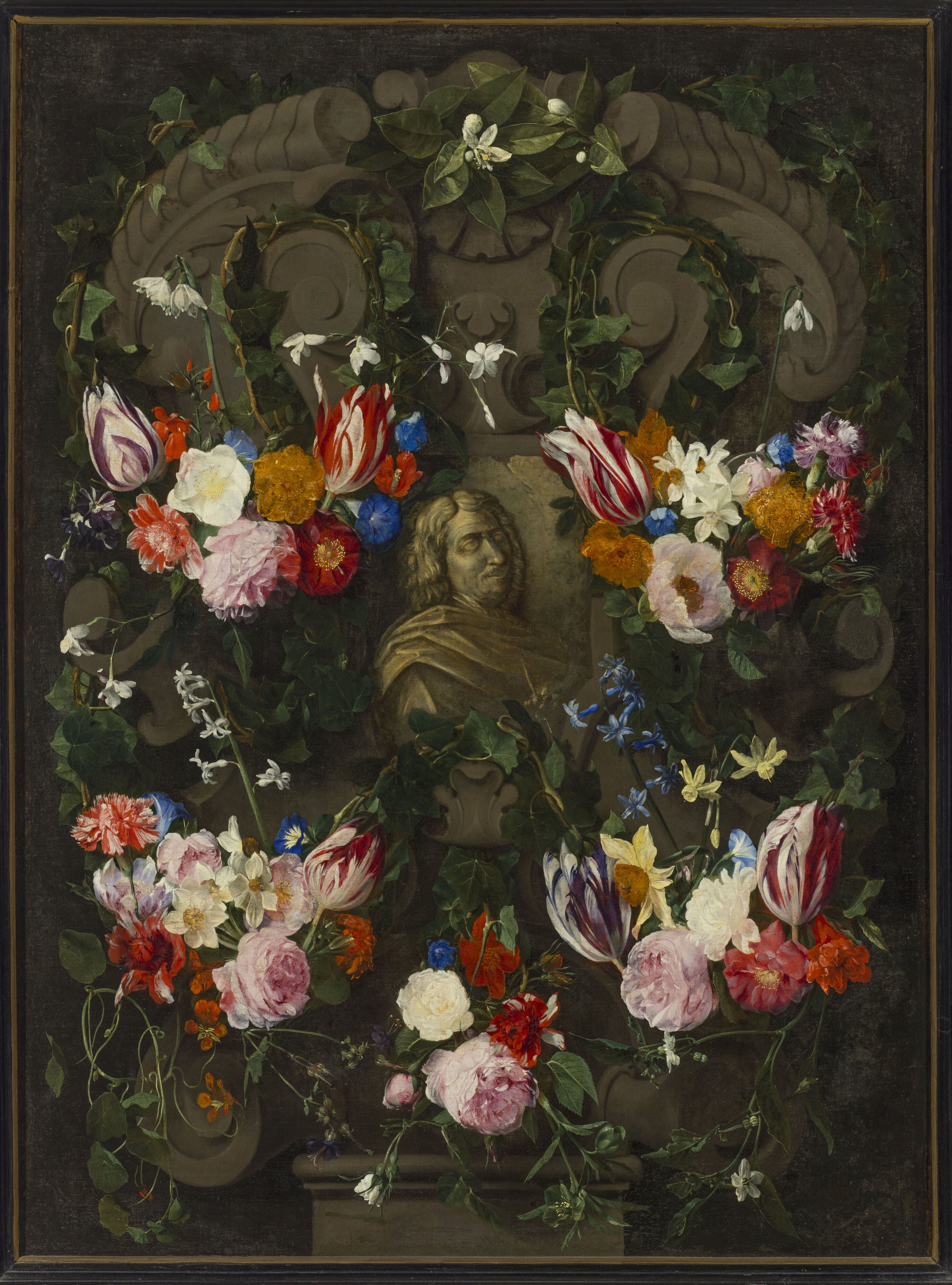
Porträt des Nicolas Poussin mit Blumendekor, nach 1649, Öl auf Leinwand, 98 × 79,8 cm, Nationalmuseum Warschau

## Werkauswahl
Datierte Werke von Daniel Seghers befinden sich in Museen von Toledo (Ohio) (1635), Karlsruhe, Rotterdam und Madrid (1644), Den Haag (1645), Montpellier (1647), Hampton Court (1651) und im Vatikan (1652).
- Blumen in gläserner Vase, 1635, Holz, 81 × 54 cm, Toledo (Ohio), Museum of Art
- Herrenbildnis in Blumenschmuck, Kupfer, 83 × 59 cm, Brüssel, Musées Royaux des Beaux-Arts (Herrenbildnis von Gonzales Coques?)
- Hl. Familie in Blumenschmuck, ca. 1644, Holz, 83 × 55 cm, Wien, Kunsthistorisches Museum (Hl. Familie von Erasmus II Quellinus, Simon de Vos oder Johann Bockhorst?)
- Hl. Familie in Blumenschmuck, 1644, Kupfer, 87 × 62 cm, Karlsruhe, Kunsthalle (Hl. Familie von Cornelis Schut?)
- Marmorrelief mit spielendem Bacchusknaben, Holz, 46 × 68 cm, München, Alte Pinakothek
- Beweinung Christi, Leinwand, 85 × 64 cm, Dessau, Schloß Mosigkau, Staatliches Museum (im 2. Weltkrieg verloren ?)[2]